# 17408 McAdams
17408 McAdams este o planetă minoră (asteroid), cu un diametru de 3,31 km, din centura de asteroizi. A fost descoperită pe 19 octombrie 1987 la Observatorul Palomar de Carolyn S. Shoemaker. 
Obiectul prezintă o orbită caracterizată de o semiaxă mare de 1,8830753 UAi, o excentricitate de 0,11, o înclinație de 25,69046 ° în raport cu ecliptica.